# Leptotyphlops pembae
Leptotyphlops pembae es una especie de serpientes de la familia Leptotyphlopidae. Es endémica de la isla de Pemba (Tanzania).